# Bill Groot

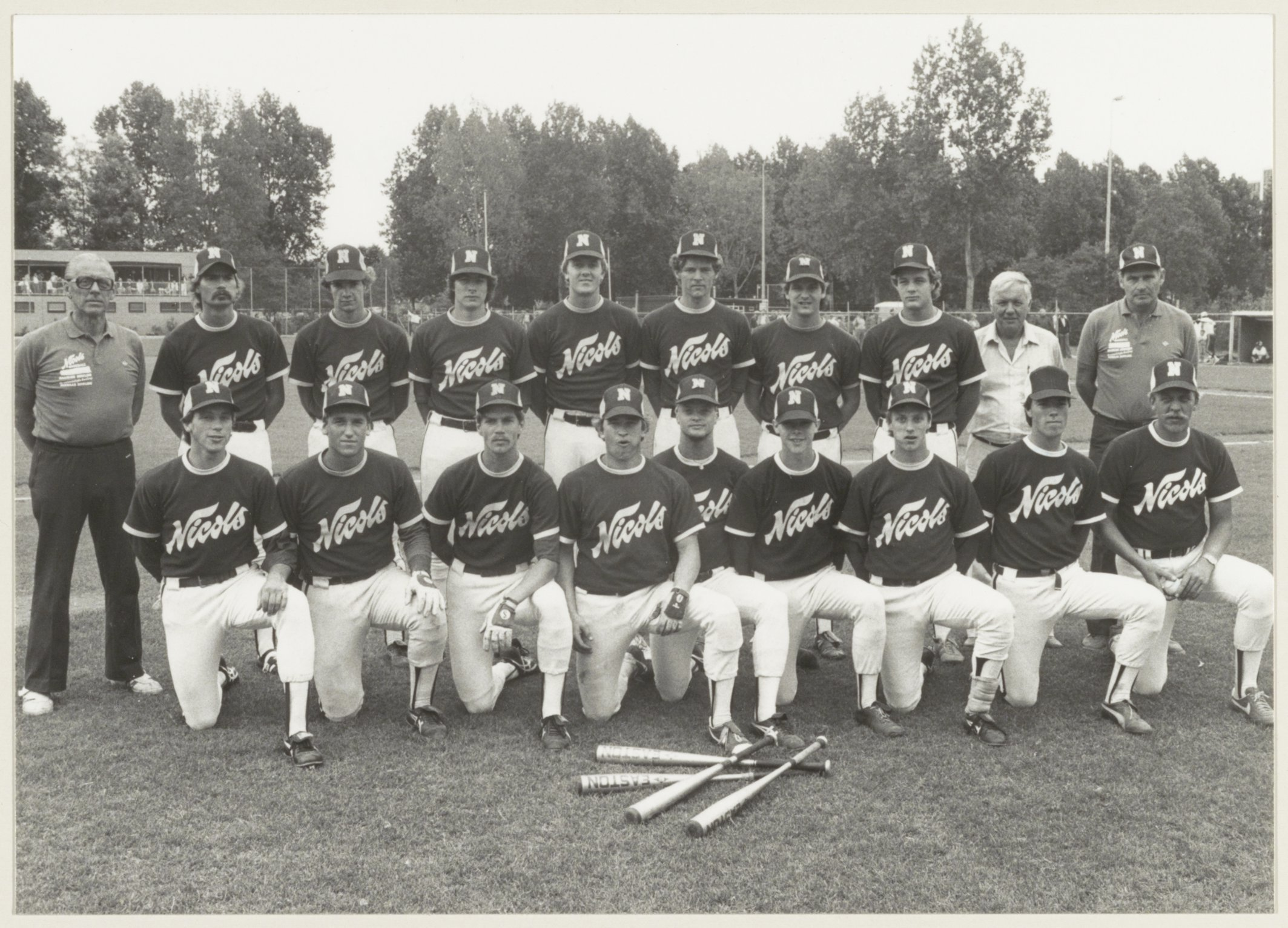
De kampioensploeg van Haarlem Nicols in 1982. Staand v.l.n.r.: Co Leurs, Hennie Jenken, Bill Groot, Marcel Joost, Leo van Schreven, Frans de Bruin, Skip Clark, Pim Winkel, Nico Boon en Frans van de Berg. Voorste rij v.l.n.r.: Thijs Vervaat, Gerlach Halderman, Frank Koot, Marc Morrison, Haitze de Vries, Bart van der Bosch, Frank Bos, Rob Klaver en Jan Dick Leurs.

Bill Groot is een voormalig Nederlands honkballer.
Groot was eerste honkman, kwam uit voor de toenmalige hoofdklasseclub Haarlem Nicols en maakte in 1983 deel uit van het Nederlands honkbalteam tijdens de Europese Kampioenschappen van dat jaar waarbij Nederland de zilveren medaille behaalde. Twee jaar later won hij met het team de titel en ook in 1987 speelde hij mee en behaalde de titel. In 1986 deed hij mee aan de wereldkampioenschappen. In 1988 deed hij mee aan de Olympische Spelen in Seoel. Hij was hierbij de eerste Nederlander ooit die op de Olympische Spelen een homerun sloeg.
Frank Bos · 
Robert Eenhoorn · 
Rikkert Faneyte · 
Bill Groot · 
Gerlach Halderman · 
Jacky Jakoba · 
Marcel Joost · 
Ronald Stoovelaar · 
Thijs Vervaat · 
Bart Volkerijk · 
Eric de Vries · 
Haitze de Vries